# Rodolfo González
Rodolfo González (Caracas, 14 maggio 1986) è un pilota automobilistico venezuelano.

## Carriera

### Formula Renault
Dopo aver corso nei kart, González corse nella Formula Renault 2,0 UK Winter Series nel 2003, prima di correre nella main series nel 2004 e 2005 mentre stava frequentando il City College di Norwich.

### Formula 3
Vinse la Formula 3 britannica nel 2006 per il team T-Sport. Nel 2007 continuò a mostrarsi una promessa e concluse 11º nel 2007, sempre con T-Sport.
Nel 2008 si spostò alla Carlin Motorsport e in Formula 3 Euro Series e condusse una stagione miserevole, ottenendo solo mezzo punto nella corsa interrotta per pioggia a Le Mans.

### GP2 Series

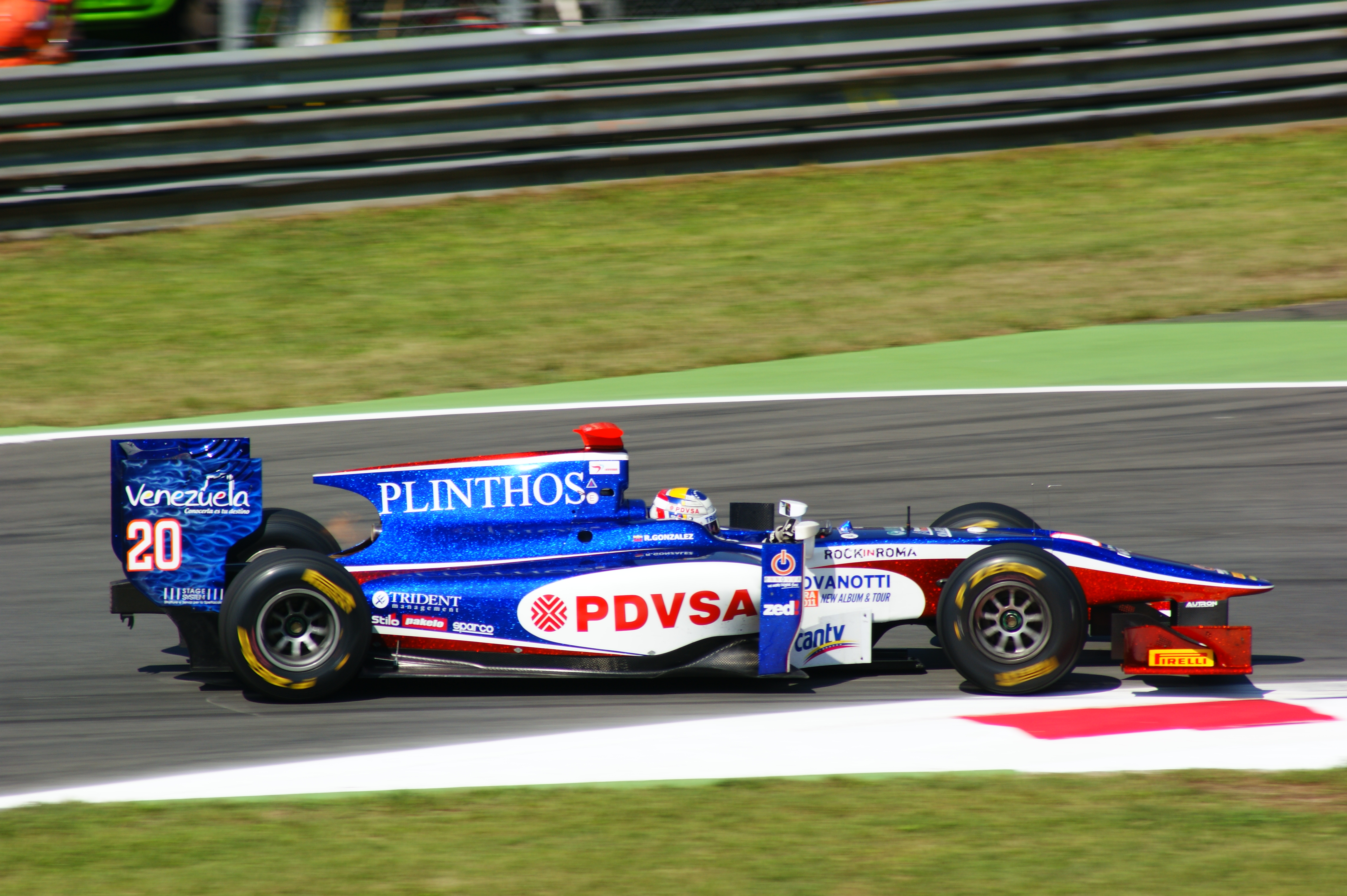
González alla guida della Trident a Monza nel 2011.

Rimpiazzò Andreas Zuber per il terzo round della GP2 Asia Series 2008-2009 a Sakhir e concluse 16º nella sua prima gara. Finì 23º in campionato, con un 8º posto in gara-2 a Sepang come miglior risultato.
González entrò nella main series per la prima volta per rimpiazzare Davide Rigon alla Trident Racing per la gara di Hockenheim.
Partecipò anche in Euroseries 3000 nel 2009, concludendo 5º.
González corse per l'Arden International al primo round della GP2 Asia Series 2009-2010 prima di essere rimpiazzato da Javier Villa. Tornò per l'ultima gara in Bahrain, rimpiazzando Sergio Pérez al team Barwa Addax.
González tornò all'Arden per la stagione 2010 insieme a Charles Pic. Segnò 4 punti e finì 21º nel campionato piloti. Per il 2011, si spostò alla Trident Racing, dove corse insieme a Stefano Coletti. Concluse 17º nella GP2 Asia Series 2011 e 26º nella main series 2011. Fu poi ingaggiato dalla Caterham Racing insieme a Giedo van der Garde per la GP2 Series 2012, in cui arrivò 22º.

### Formula 1
Nel 2010 a González fu offerto un volante della Lotus T127 ai test di fine stagione di Abu Dhabi, insieme al bulgaro Vladimir Arabadzhiev.

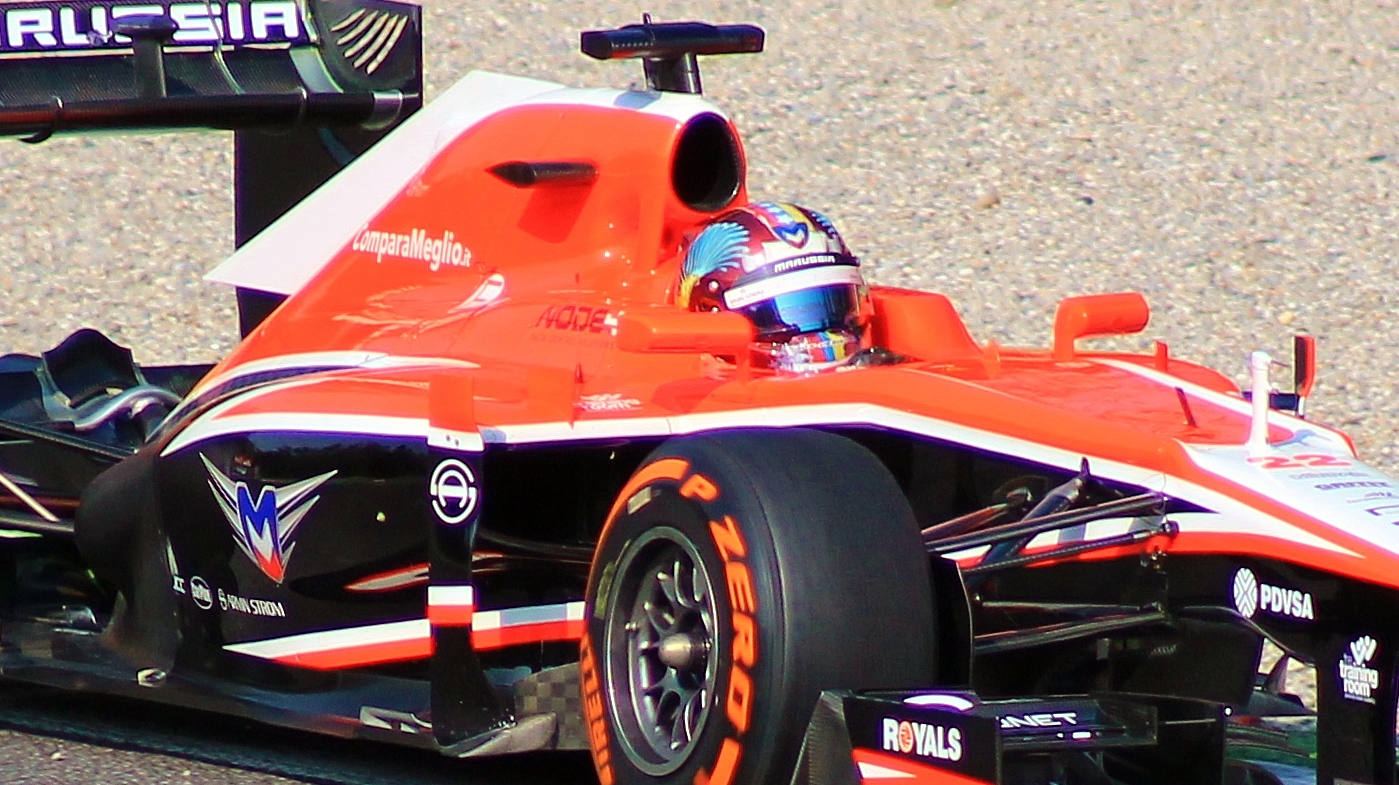
Rodolfo González alla guida della Marussia durante la prima sessione di prove libere del venerdì al GP di Monza 2013

Il 14 marzo 2013, la Marussia annunciò che González sarebbe stato il terzo pilota del team nella stagione 2013.

## Risultati

### Sommario
| Anno    | Serie                                 | Team                    | Gare         | Vittorie     | Pole         | Gpv          | Podi         | Punti        | Pos.         |
| ------- | ------------------------------------- | ----------------------- | ------------ | ------------ | ------------ | ------------ | ------------ | ------------ | ------------ |
| 2003    | Formula Ford UK Winter Series         |                         | 4            | 0            | 0            | ?            | 0            | 0            | N.C.         |
| 2003    | Formula Renault 2000 UK Winter Series | Manor Motorsport        | 4            | 0            | 0            | 0            | 0            | 6            | 19º          |
| 2004    | Formula Renault 2.0 UK                | Mark Burdett Motorsport | 15           | 0            | 0            | 0            | 0            | 72           | 21º          |
| 2004    | Formula Renault 2.0 UK                | Paston Racing           | 15           | 0            | 0            | 0            | 0            | 72           | 21º          |
| 2004    | Formula Renault 2.0 UK Winter Series  | Mark Burdett Motorsport | 4            | 0            | 0            | 0            | 0            | 41           | 10º          |
| 2005    | Formula Renault 2.0 UK                | Manor Motorsport        | 20           | 0            | 0            | 0            | 1            | 235          | 9º           |
| 2005    | Formula Renault 2.0 Netherlands       | Manor Motorsport        | 4            | 0            | 0            | ?            | 0            | 18           | 23º          |
| 2005    | Formula Renault 2.0 UK Winter Series  | Mark Burdett Motorsport | 4            | 0            | 0            | 0            | 0            | 32           | 13º          |
| 2006    | F3 National Class britannica          | T-Sport                 | 22           | 13           | 12           | 16           | 18           | 355          | 1º           |
| 2007    | Formula 3 britannica                  | T-Sport                 | 22           | 0            | 0            | 1            | 1            | 77           | 11º          |
| 2008    | Formula 3 Euro Series                 | Carlin Motorsport       | 18           | 0            | 0            | 1            | 0            | 0,5          | 24º          |
| 2008    | Masters di Formula 3                  | Carlin Motorsport       | 1            | 0            | 0            | 0            | 0            | N/A          | 9º           |
| 2008    | Euroseries 3000                       | Sighinolfi Autoracing   | 2            | 0            | 0            | 0            | 0            | 3            | 20º          |
| 2008–09 | GP2 Asia Series                       | Fisichella Motor Sport  | 8            | 0            | 0            | 0            | 0            | 0            | 23º          |
| 2009    | GP2 Series                            | Trident Racing          | 2            | 0            | 0            | 0            | 0            | 0            | 29º          |
| 2009    | Euroseries 3000                       | Fisichella Motor Sport  | 13           | 1            | 1            | 1            | 4            | 44           | 5º           |
| 2009–10 | GP2 Asia Series                       | Arden International     | 4            | 0            | 0            | 0            | 0            | 0            | 29º          |
| 2009–10 | GP2 Asia Series                       | Barwa Addax             | 4            | 0            | 0            | 0            | 0            | 0            | 29º          |
| 2010    | GP2 Series                            | Arden International     | 20           | 0            | 0            | 0            | 0            | 4            | 21º          |
| 2011    | GP2 Series                            | Trident Racing          | 18           | 0            | 0            | 0            | 0            | 0            | 26º          |
| 2011    | GP2 Asia Series                       | Trident Racing          | 4            | 0            | 0            | 0            | 0            | 0            | 17º          |
| 2012    | GP2 Series                            | Caterham Racing         | 24           | 0            | 0            | 0            | 0            | 6            | 22º          |
| 2013    | Formula 1                             | Marussia                | Terzo pilota | Terzo pilota | Terzo pilota | Terzo pilota | Terzo pilota | Terzo pilota | Terzo pilota |

### Risultati in Formula 3
(legenda) (Le gare in grassetto indicano la pole position) (Gare in corsivo indicano Gpv)
| Anno | Team              | Telaio           | Motore   | 1         | 2         | 3        | 4        | 5         | 6        | 7        | 8         | 9        | 10       | 11       | 12       | 13       | 14       | 15       | 16       | 17       | 18      | 19     | 20     | Punti | Pos. |
| ---- | ----------------- | ---------------- | -------- | --------- | --------- | -------- | -------- | --------- | -------- | -------- | --------- | -------- | -------- | -------- | -------- | -------- | -------- | -------- | -------- | -------- | ------- | ------ | ------ | ----- | ---- |
| 2008 | Carlin Motorsport | Dallara F308/074 | Mercedes | HOC1 1 15 | HOC1 2 12 | MUG 1 18 | MUG 2 13 | PAU 1 Rit | PAU 2 21 | NOR 1 12 | NOR 2 Rit | ZAN 1 24 | ZAN 2 20 | NÜR 1 21 | NÜR 2 25 | BRH 1 17 | BRH 2 15 | CAT 1 20 | CAT 2 19 | LMS 1 17 | LMS 2 6 | HOC2 1 | HOC2 2 | 0,5   | 24º  |

### Risultati in GP2 Series
(legenda) (Le gare in grassetto indicano la pole position) (Gare in corsivo indicano Gpv)
| Anno | Team                | 1           | 2          | 3           | 4           | 5           | 6           | 7           | 8           | 9          | 10         | 11         | 12          | 13          | 14          | 15          | 16         | 17          | 18          | 19          | 20         | 21         | 22         | 23          | 24         | Punti | Pos. |
| ---- | ------------------- | ----------- | ---------- | ----------- | ----------- | ----------- | ----------- | ----------- | ----------- | ---------- | ---------- | ---------- | ----------- | ----------- | ----------- | ----------- | ---------- | ----------- | ----------- | ----------- | ---------- | ---------- | ---------- | ----------- | ---------- | ----- | ---- |
| 2009 | Trident Racing      | ESP FEA     | ESP SPR    | MON FEA     | MON SPR     | TUR FEA     | TUR SPR     | GBR FEA     | GBR SPR     | GER FEA 15 | GER SPR 19 | HUN FEA    | HUN SPR     | VAL FEA     | VAL SPR     | BEL FEA     | BEL SPR    | ITA FEA     | ITA SPR     | POR FEA     | POR SPR    |            |            |             |            | 0     | 29º  |
| 2010 | Arden International | ESP FEA 15  | ESP SPR 14 | MON FEA 10  | MON SPR Rit | TUR FEA 16  | TUR SPR 16  | VAL FEA Rit | VAL SPR Rit | GBR FEA 16 | GBR SPR 20 | GER FEA 18 | GER SPR Rit | HUN FEA Rit | HUN SPR 15  | BEL FEA 8   | BEL SPR 4  | ITA FEA Rit | ITA SPR Rit | ABU FEA 10  | ABU SPR 16 |            |            |             |            | 4     | 21º  |
| 2011 | Trident Racing      | TUR FEA Rit | TUR SPR 22 | ESP FEA 20  | ESP SPR 10  | MON FEA Rit | MON SPR 14  | VAL FEA 15  | VAL SPR Rit | GBR FEA 18 | GBR SPR 13 | GER FEA 9  | GER SPR 15  | HUN FEA Rit | HUN SPR 9   | BEL FEA Rit | BEL SPR 17 | ITA FEA 19  | ITA SPR 16  |             |            |            |            |             |            | 0     | 26º  |
| 2012 | Caterham Racing     | MYS FEA Rit | MYS SPR 18 | BHR1 FEA 15 | BHR1 SPR 20 | BHR2 FEA 18 | BHR2 SPR 15 | ESP FEA 15  | ESP SPR 14  | MON FEA 13 | MON SPR 5  | VAL FEA 15 | VAL SPR 15  | GBR FEA 23  | GBR SPR Rit | GER FEA 23  | GER SPR 20 | HUN FEA 23  | HUN SPR 16  | BEL FEA Rit | BEL SPR 14 | ITA FEA 22 | ITA SPR 20 | SGP FEA Rit | SGP SPR 18 | 6     | 22º  |

* Stagione in corso.

#### Risultati in GP2 Asia Series
(legenda) (Le gare in grassetto indicano la pole position) (Gare in corsivo indicano Gpv)
| Anno    | Team                | 1           | 2           | 3          | 4           | 5           | 6            | 7            | 8            | 9          | 10        | 11           | 12           | Punti | Pos. |
| ------- | ------------------- | ----------- | ----------- | ---------- | ----------- | ----------- | ------------ | ------------ | ------------ | ---------- | --------- | ------------ | ------------ | ----- | ---- |
| 2008–09 | FMS International   | CHN FEA     | CHN SPR     | DUB FEA    | DUB SPR     | BHR1 FEA 16 | BHR1 SPR Rit | QAT FEA Rit  | QAT SPR 19   | MYS FEA 10 | MYS SPR 8 | BHR2 FEA Rit | BHR2 SPR Rit | 0     | 23º  |
| 2009–10 | Arden International | ABU1 FEA 14 | ABU1 SPR 16 | ABU2 FEA   | ABU2 SPR    | BHR1 FEA    | BHR1 SPR     |              |              |            |           |              |              | 0     | 29º  |
| 2009–10 | Barwa Addax         |             |             |            |             |             |              | BHR2 FEA Rit | BHR2 SPR Rit |            |           |              |              | 0     | 29º  |
| 2011    | Trident Racing      | ABU FEA 11  | ABU SPR 9   | ITA FEA 10 | ITA SPR Rit |             |              |              |              |            |           |              |              | 0     | 17º  |

### Risultati in Formula 1
| 2013 | Scuderia | Vettura |  |  |  |    |    |  |  |  |    |    |  |    |  |    |  |  |    |    |    |  |  |  |  |  | Punti | Pos. |
| ---- | -------- | ------- |  |  |  | -- | -- |  |  |  | -- | -- |  | -- |  | -- |  |  | -- | -- | -- |  |  |  |  |  | ----- | ---- |
| 2013 | Marussia | MR02    |  |  |  | TP | TP |  |  |  | TP | TP |  | TP |  | TP |  |  | TP | TP | TP |  |  |  |  |  | –     |      |

| Legenda | 1º posto     | 2º posto | 3º posto    | A punti         | Senza punti/Non class.  | Grassetto – Pole position Corsivo – Giro più veloce |
| Legenda | Squalificato | Ritirato | Non partito | Non qualificato | Solo prove/Terzo pilota | Grassetto – Pole position Corsivo – Giro più veloce |